# Voncq

Voncq este o comună în departamentul Ardennes din nordul Franței. În 1 ianuarie 2022 avea o populație de 211 de locuitori.